# Barry Wellings
Barry Wellings (Liverpool, 10 giugno 1958) è un ex calciatore inglese, di ruolo attaccante.

## Carriera
Cresciuto nelle giovanili dell'Everton, club della sua città natale, dal 1976 al 1978 è anche aggregato alla prima squadra, militante nella prima divisione inglese, categoria nella quale di fatto non riesce però ad esordire; nell'estate del 1978 scende in quarta divisione allo York City, club con il quale nella stagione 1978-1979 segna 2 reti (le sue prime in carriera tra i professionisti) in 15 partite di campionato giocate. Viene poi riconfermato in rosa anche per la stagione 1979-1980, nella quale trova invece la via del gol in 7 occasioni in 32 partite giocate.
Nell'estate del 1980 passa al Rochdale, altro club di quarta divisione: con i nerazzurri rimane in rosa per due stagioni e mezzo (fino al gennaio del 1983), per un totale di 129 presenze e 34 reti tra tutte le competizioni ufficiali (tra cui 116 presenze e 30 reti in incontri di campionato); gioca poi la seconda metà della stagione 1982-1983 al Tranmere, con cui disputa 16 partite sempre in quarta divisione, torneo in cui segna ulteriori 3 gol. Inizia invece la stagione 1983-1984 in quinta divisione con il Northwich Victoria (17 presenze ed una sola rete segnata), per poi concluderla nuovamente al Tranmere, con cui gioca altre 9 partite in quarta divisione, senza mai segnare Inizia invece la stagione 1984-1985 con i semiprofessionisti gallesi dell'Oswestry Town, per poi segnare 3 reti in 5 presenze nella terza divisione inglese con i gallesi dello Swansea Town (si tratta di fatto anche delle sue uniche apparizioni in un campionato della Football League diverso dalla Fourth Division) ed infine trasferirsi in Portogallo all'Académica, con cui gioca per tre stagioni e mezzo (fino al termine della stagione 1987-1988) nella prima divisione lusitana, torneo in cui segna in totale 12 reti in 89 presenze, alle quali aggiunge anche 15 presenze (senza nessun gol) in seconda divisione nella stagione 1988-1989, la sua ultima fuori dall'Inghilterra: nell'estate del 1989 torna infatti in patria, trovando però un nuovo ingaggio solamente nella stagione 1990-1991, nella quale gioca in sesta divisione con i semiprofessionisti del Southport; gioca poi per poco più di una stagione al Runcorn in quinta divisione, per andare infine a chiudere la carriera al Droylsden.

## Palmarès

### Club

#### Competizioni nazionali
- Northern Premier League Challenge Cup: 1

Southport: 1990-1991

#### Competizioni regionali
- Liverpool Senior Cup: 1

Southport: 1990-1991
- Manchester Premier Cup: 1

Droylsden: 1992-1993